# Kuiper (cráter lunar)

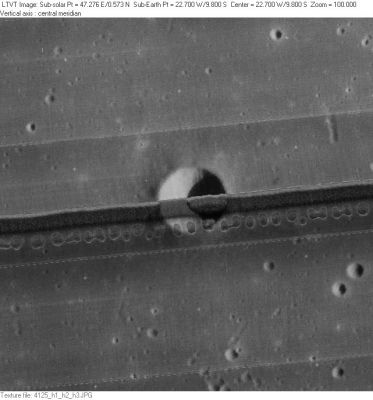
Fotografía de la misión Lunar Orbiter 4

Kuiper es un pequeño cráter de impacto lunar situado en una zona del Mare Cognitum relativamente carente de otros elementos relevante próximos. Se trata de una formación circular en forma de copa, con solo un grado de desgaste menor. Este cráter fue previamente identificado como Bonpland E antes de ser renombrado por la UAI. El cráter inundado de lava Bonpland se encuentra al este, en el margen del Mare Cognitum.
|  |

Al este-sureste del cráter Kuiper se encuentra el lugar del alunizaje de la sonda Ranger 7, la primera nave espacial estadounidense que fotografió la Luna. Gerard Kuiper fue el científico encargado del proyecto del Programa Ranger, recibiendo el cráter su nombre después de que muriese en 1973.